# Diplopeltis
Diplopeltis es un género con ocho especies de plantas de flores perteneciente a la familia Sapindaceae. 

## Especies seleccionadas
- Diplopeltis eriocarpa
- Diplopeltis huegelii
- Diplopeltis intermedia
- Diplopeltis lehmannii
- Diplopeltis madagascariensis